# Nocnik

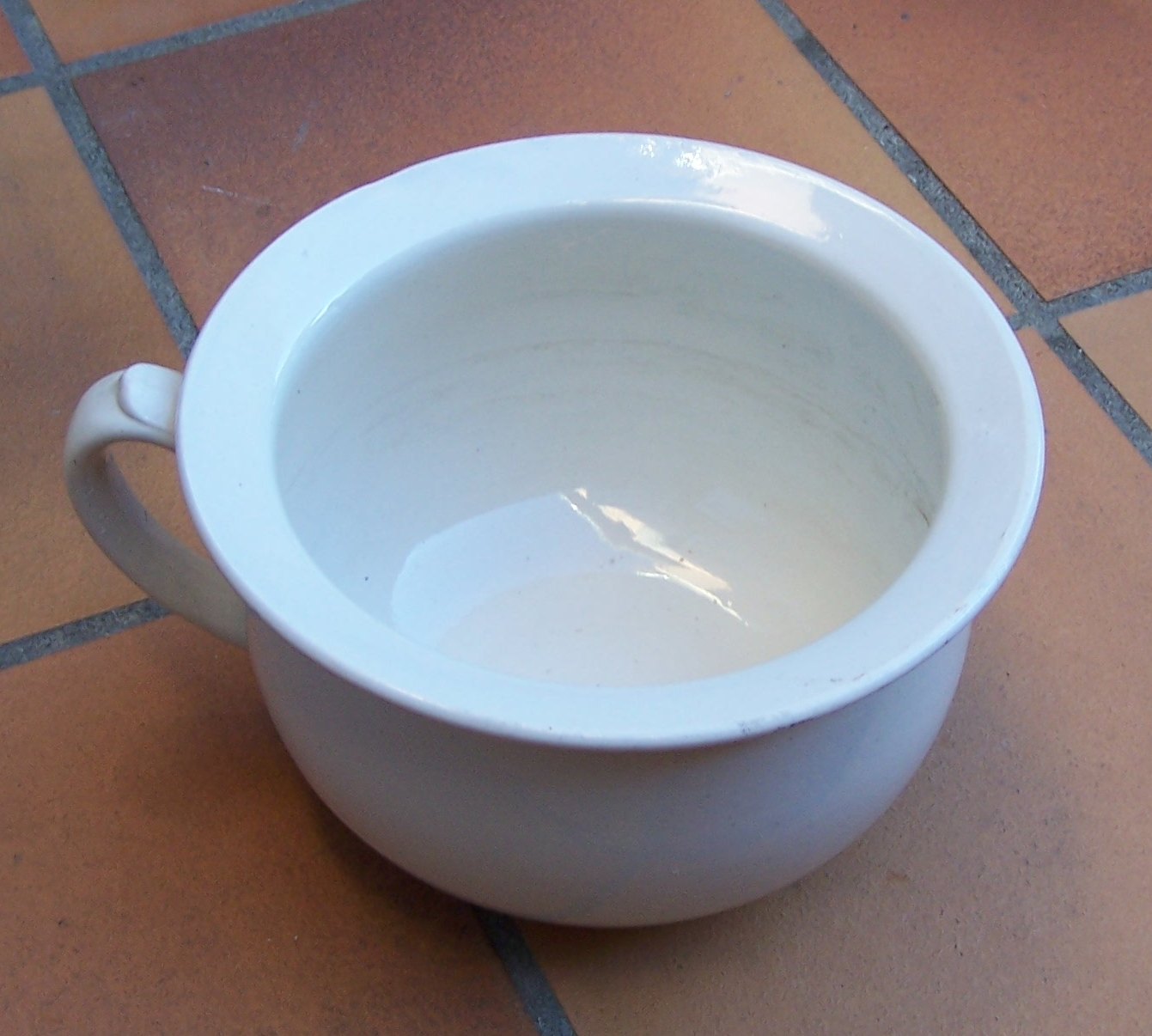
Nocnik

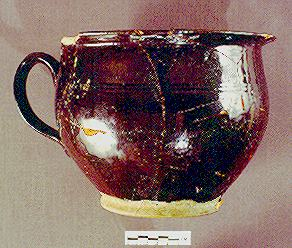
Watson

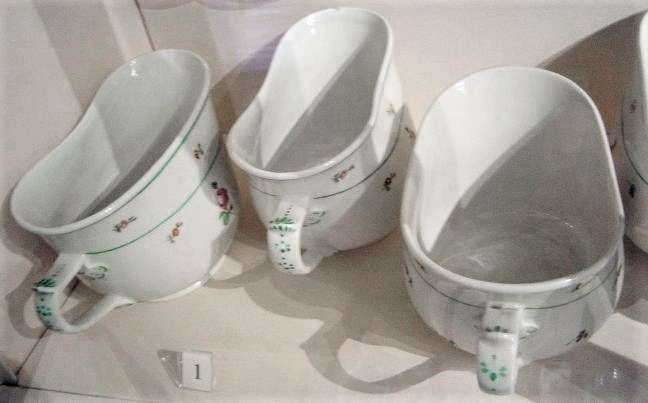
Nocnik kobiecy Bourdaloue należący do Hofburgów.

Nocnik – zbiornik trzymany zwyczajowo pod łóżkiem, używany zazwyczaj jako urynał. Nocniki są często ceramiczne i mają pokrywki. Inne materiały to tworzywa sztuczne, miedź, srebro, porcelana (bourdaloue), szkło (Kuttrolf), nocniki drewniane w kształcie rur wykorzystywane w Turkmenistanie. Szczególną formę nocników są tzw. Bourdaloue wykorzystywane przez kobiety. Nocniki te były bogato zdobione, czasami z napisem "Au
plaisir des dames..." (ku uciesze dam). Podobno nazwa pochodzi od francuskiego katolickiego księdza Louisa Bourdaloue, który wygłaszał długie kazania i arystokratki dyskretnie oddawały mocz do nocnika, co pozwalało na dłuższe kontemplowanie kazania. Po wynalezieniu klozetu wodnego w XIX wieku nocniki straciły swoją popularność. W starożytnej Grecji i Rzymie uryna była zbierana z urynałów i wykorzystywana do wybielania pościeli (fermentacja moczu produkuje amoniak). Rzymska nazwa to matula, matella, matellio. Bogaci Rzymianie posiadali nocniki ze srebra i złota i prawo rzymskie przewidywało sposoby dziedziczenia tych urządzeń. W Anglii nocniki są dawane jako prezent ślubny. Obecnie coraz częściej spotyka się nocniki plastikowe, nieoddające w niczym przepychu dawnych dni.
Obecnie nocnikiem nazywa się przedmiot, najczęściej wykonany z tworzyw sztucznych, używany przez dzieci do oddawania moczu lub kału w fazie przejściowej pomiędzy używaniem pieluszek a toalety.
Nocnik jest też nazywany kaczką, urynałem.

## Literatura
Jedno z najsłynniejszych polskich powiedzeń literackich
Oto jak nas, biednych ludzi,
Rzeczywistość ze snu budzi
które przeniknęło do języka potocznego jest związane z nocnikiem
Jednej nocy, bawiąc wspólnie,
Rycerz czuły był szczególnie.
Ciągle mówił: "Ach! Ludmiło!"
(Niby tak się to jej śniło.)
Wciąż mężniej sobie poczynał,
Aż łóżko wpadło w Urynał.
Oto jak nas, biednych ludzi,
Rzeczywistość ze snu budzi
("Ludmiła – powieść fantastyczna", Tadeusz Boy-Żeleński)